# Jean-Marie Mioland
Jean-Marie Mioland, né à Lyon, le 26 octobre 1788 et mort à Toulouse le 16 juillet 1859, est un prélat français du XIXe siècle.

## Biographie

### Évêque d'Amiens
Mioland est supérieur des missionnaires de Lyon et est nommé évêque d'Amiens en 1837. A ce titre, il appelle les lazaristes pour la prédication des missions, bâtit le séminaire de Saint-Riquier, favorise l'installation de beaucoup de congrégations religieuses féminines, publie un catéchisme du diocèse et fonde diverses œuvres sociales. 

### Archevêque de Toulouse
En 1849, Mioland est nommé coadjuteur de l'archevêque de Toulouse Paul d'Astros et lui succède en 1851 (il ajoutera à Toulouse les 3 étoiles d'argent dans ses armoiries en son hommage,). Comme archevêque, il publie la béatification de Germaine Cousin, la bergère de Pibrac et fait adopter la liturgie romaine par son clergé.
Il est inhumé dans le chœur de la cathédrale Saint-Étienne de Toulouse (caveau nord).

## Armoiries et devise
Jean-Marie Mioland porte à Toulouse : De gueules à la croix latine d'argent, au chef d'azur chargé de trois étoiles d'argent,.
Sa devise épiscopale était : In Cruce Salus.

## Distinction
- Officier de la Légion d'honneur (13 aout 1857)[3]